# DIAMOND WAVE
《DIAMOND WAVE》是日本女歌手倉木麻衣第六張原創專輯，於2006年8月2日由GIZA Studio發行，收錄〈Growing of my heart〉、〈Best Of Hero〉與〈Diamond Wave〉三張單曲。專輯的名稱代表不同個性的歌曲各代表一道浪潮，而集合起來則是道發光的大浪的意思。專輯的主要曲風為J-POP、當中包括雷鬼、抒情歌曲、無伴奏合唱等元素，並以「能夠融入現場演出」作為選曲基準。
專輯於發行前後獲得樂評家整體正面的評價，包括讚賞作品的豐富多樣性，以及展現出倉木的人性與傳遞的信息。在發行首週，專輯以78,228張銷量登上《Oricon公信榜》週榜單第3位，成為倉木出道後連續第七張打進週榜單前3位的專輯，其後以132,476張累積銷量刷新倉木當時最低的專輯銷量紀錄。
為了宣傳專輯，倉木開設名為「DIAMOND WEB」的期間限定部落格，並分為通常版需要密碼登入的隱藏版，兩版本部落格皆由工作人員更新。倉木亦於同年8月至10月展開以專輯為主題的演唱會「Mai Kuraki LIVE TOUR 2006 DIAMOND WAVE」，於日本全國進行總共36場巡迴演出。

## 創作背景
2005年，倉木麻衣發行第五張原創專輯《FUSE OF LOVE》後，隨即展開以專輯為主題的全國巡迴演唱會「Mai Kuraki Live Tour 2005 LIKE A FUSE OF LOVE」。倉木於演唱會期間得到「想要到沒有去過的地方演出，向觀眾直接傳遞出自己的想法」這個念頭。因此在籌備下一張專輯的時候，倉木以「能夠融入現場演出」這個主題進行選曲。專輯的製作構想雖然從前一年的演唱會結束後便開始擬定，但真正開始投入製作是在單曲〈Best Of Hero〉發行後，因此製作時間相對較短。在收到歌曲的時候，倉木便先想像它們的形象，以及自己站在舞台上演唱時的狀態。倉木亦指在選曲期間得到很多新穎的歌曲，因此亦以嶄新的心情把這些歌曲集合在作品當中。
專輯的名稱取為《DIAMOND WAVE》，原因是倉木認為就像把原石拼命打磨成閃爍璀璨的鑽石一樣，人們努力為了夢想而拼命磨練自我的身影也充滿光輝。而倉木在製作專輯的時候也一樣盡心鑽研每首歌曲，認為每首個性不同的歌曲就像一道浪潮一樣，當把全部11首歌曲集合起來後，專輯便會成為一道發光的大浪。倉木指專輯的製作概念源自在演唱會看見的群眾，認為集合眾人力量而產生的美好就像集合歌曲的光輝而產生巨大光芒的大浪一樣。

## 發行
與倉木麻衣過往專輯的銷售方式不一樣，《DIAMOND WAVE》分為多個版本發行。專輯的初回限定版跟通常版皆於2006年8月2日發行，通常版CD收錄總共11首歌曲，而初回限定版則額外附送收錄專輯同名曲的音樂影片與其製作花絮的DVD。專輯其後在演唱會「Mai Kuraki LIVE TOUR 2006 DIAMOND WAVE」舉行首日發行名為「LIMITED EDITION」的CD通常版，此版本的收錄內容與原本的通常版一樣，但則有著不同的封底以及內頁寫真。專輯的三個版本均採用統一的封面，並以三折紙殼包裝形式發行。

## 音樂與歌詞

### 專輯概念
《DIAMOND WAVE》的主要曲風為J-POP，並包括雷鬼、抒情歌曲、無伴奏合唱等元素。專輯收錄曲主要由德永曉人與大野愛果負責作曲，其餘收錄曲分別由川本宗孝、岡本仁志、綿貫正顯與吳地正樹作曲，而倉木麻衣本人則擔當專輯全數歌曲的填詞部分。專輯的創作主題為「想念」，包括想著心裡的對象，想著溫柔的感覺等不同事物，希望能藉著專輯讓聽眾感覺到想念的重要性。Excite的編輯指專輯亦受到倉木於2006年春天參與的慈善演唱會影響，有著「愛護地之球之心」的製作主題。倉木指憑藉在踏入2006年後獲得的各種經驗，寫出比以往更加直接的歌詞，並在歌曲的聲樂、合唱部分、樂器聲音等各方面都有更高的追求。

### 歌曲

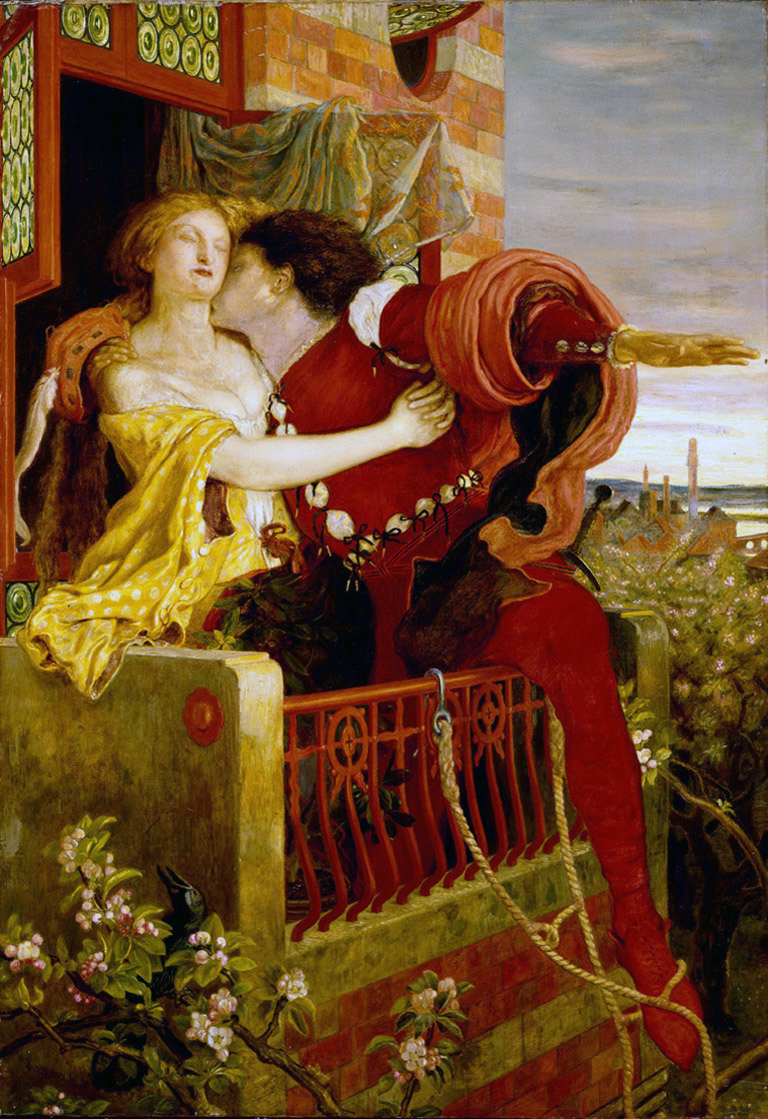
歌曲〈Juliet〉的創作靈感源自威廉·莎士比亞撰寫的愛情故事《羅密歐與朱麗葉》。

專輯的開首曲〈Diamond Wave〉是一首帶有上世紀70年代的士高風格的輕快歌曲。歌曲以夏日的生命喜悅作為主題，並帶有「宇宙及地球，永恆的生命，就在這手中」等以地球議題為主題的歌詞。第二首歌曲〈Ready for Love〉是一首加入饒舌歌詞的雷鬼風格歌曲，歌詞闡述了倉木本人今後對於音樂的態度。第三首歌曲〈Best Of Hero〉是一首具躍動感的快板流行樂曲，並帶有決意與希望的感覺，歌詞以「向著熾熱的夢想進發」作為創作主題。第四首歌曲〈Juliet〉是一首以「對心愛的人的思念，以及這份思念萌生的不安跟決意」為主題的情歌，表現出《羅密歐與朱麗葉》這個愛情悲劇故事中主角的熱情一面。第五首歌曲〈Growing of my heart〉是一首以凝視未來作為主題的快板歌曲。
第六首歌曲〈好想見你...〉是一首有著悲傷旋律的情歌，歌詞直接寫出對所愛的人的想念。歌曲使用了鋼琴與弦樂器等不同樂器。第七首歌曲〈Holograms〉是一首帶有清涼感的流行樂曲，並使用輕快的原音結他和音。第八首歌曲〈State of Mind〉加入以八分音符作節拍的輕快鼓聲，並在古風的歌詞裡用了和歌集百人一首。第九首歌曲〈現在 與你在此〉是一首加入結他獨奏的中板抒情曲，而第十首歌曲〈Cherish the day〉則是一首以「對想要忘記卻不能忘掉的愛心的強烈思念」作為創作主題的中板抒情曲，並在歌曲中加入饒舌歌詞部分。專輯的結尾曲〈Voice of Safest Place〉為收錄於單曲的〈SAFEST PLACE〉改編版本。歌曲為倉木首次以無伴奏合唱風格演唱的作品，並由她本人進行和聲的編排。

## 收錄單曲
〈Growing of my heart〉於2005年11月9日作為倉木麻衣第22張單曲發行。單曲發行後最高登上《Oricon公信榜》週榜單第7位，累積銷量超過6.2萬張。
〈Best Of Hero〉於2006年2月8日作為倉木第23張單曲發行。單曲發行後最高登上《Oricon公信榜》週榜單第5位，累積銷量超過5.7萬張。
〈Diamond Wave〉於2006年6月21日作為倉木第24張單曲兼專輯的先行單曲發行。單曲發行後最高登上《Oricon公信榜》週榜單第7位，累積銷量超過3.0萬張。

## 宣傳活動

### 巡迴演唱會
專輯發行後，倉木於同年8月至10月舉行以作品為主題的演唱會「Mai Kuraki LIVE TOUR 2006 DIAMOND WAVE」，於日本全國35個地方總共巡迴演唱36場。演唱會首場於8月11日在大阪府的浪切會堂開始，最終場於10月28日在埼玉縣的埼玉超級競技場結束。倉木亦與當時的環境大臣小池百合子進行合作，於演唱會現場售賣以「幸福的紅色包袱布」作為製作主題的環保包袱布，旨在減少製造垃圾以保護環境。產品的部分收益其後捐贈以支持環保活動。演唱會實況其後收錄於影像商品《Brilliant Cut ～Mai Kuraki Live & Document～》中，於2007年8月22日發行。

### 媒體演出
專輯發行前後，倉木麻衣於7月23日至8月16日作為特邀嘉賓登上全國19個電台節目接受訪問，並客串亮相其他16個電台節目。倉木亦登上東京電視台於7月29日播放的節目《JAPAN COUNTDOWN》、音樂電視網於8月11日播放的節目《WORLD CHART EXPRESS》，以及客串亮相富士電視台於8月2日播放的節目《魁！音樂排行榜》。從7月至8月期間，倉木也登上《TV Guide》、《Oricon Style》與《音樂怪人》等11本雜誌作宣傳。倉木亦在專輯發行前開設名為「DIAMOND WEB」的期間限定部落格，並分為通常版需要購買單曲〈Diamond Wave〉獲得密碼才能登入的隱藏版，兩版本部落格皆由工作人員更新。

## 專業評價
| 評論得分       | 評論得分 |
| 來源           | 評分     |
| -------------- | -------- |
| 《CD Journal》 | 正面     |
| 《Oricon》     | 正面     |
| Barks          | 正面     |
| Excite         | 正面     |
| Hotexpress     | 正面     |
| 淘兒唱片       | 正面     |

《DIAMOND WAVE》於發行前後獲得整體正面的評價。《CD Journal》的編輯認為倉木作為歌手的魅力在眾人眼中各有不同，但肯定的是能從專輯的歌曲盡覽她一直以來的擺幅之廣。他亦讚賞能夠從專輯中感受只有成熟的流行音樂製作人獨有的懷舊的氣氛。Excite的編輯則指專輯擁有以「愛護地球之心」這宏大的製作主題，並讚賞專輯收錄從〈Growing of my heart〉、〈Best Of Hero〉等單曲以至充滿夏日風情的舞曲、成熟的抒情曲等各式各樣的歌曲。
《Oricon》的編輯指專輯以點綴夏日的舞曲作開始，並讚賞專輯的抒情曲與無伴奏合唱歌曲等作品裡悲傷而優美的歌聲令人留下深刻印象，充滿她的魅力。Barks的編輯認為專輯會成為展開倉木麻衣新歷史的重要專輯。他亦指專輯傳達出「對周遭人與事的感謝、憑藉音樂傳遞帶來的喜悅、愛戀之情的悲傷」等自己的意念。
Hotexpress的元井庸介指倉木從出道起便比起其他女歌手更少出現於媒體上，使她的形象顯得較神秘。而這樣的她則憑著《DIAMOND WAVE》開始展現出自己的人性與傳遞的信息。他亦指能從夠專輯曲的歌詞感覺出倉木作為成熟獨立的歌手所散發的力量。淘兒唱片的出嶌孝次讚賞由德永曉人編曲的〈Best Of Hero〉等歌曲非常抓耳。他亦指以無伴奏合唱形式製作的〈Voice of Safest Place〉則有著粗糙的光澤，而這正是鑽石所帶有的多面性。

## 商業成績
《DIAMOND WAVE》發行後最高登上《Oricon公信榜》日榜單第2位，其後以78,228張首週銷量登上週榜單第3位。這成為倉木出道後連續第七張打進週榜單前3位的專輯，然而比起前作《FUSE OF LOVE》的108,269張首週銷量顯著下降。專輯於發行次週售出21,192張，並下降至週榜單第12位。在發行的第三週，專輯以12,945張的單週銷量下降至週榜單第17位。專輯其後亦打進2006年8月份月榜單第8位。
《DIAMOND WAVE》最終以132,476張累積銷量登上2006年《Oricon公信榜》年榜單第101位，取代前作《FUSE OF LOVE》的約18.5萬張成為倉木當時累積銷量最低的專輯，而專輯於週榜單前300位的在榜週數則達到12週。專輯亦於同年獲日本唱片協會認證為金唱片，代表專輯的唱片出貨量超過10萬張。

## 歌曲列表
| CD       | CD                    | CD       | CD        | CD    |
| 曲序     | 曲目                  | 作曲     | 编曲      | 时长  |
| -------- | --------------------- | -------- | --------- | ----- |
| 1.       | Diamond Wave          | 德永曉人 | 德永曉人  | 4:55  |
| 2.       | Ready for Love        | 川本宗孝 | Day Track | 3:41  |
| 3.       | Best Of Hero（）      | 德永曉人 | 德永曉人  | 4:14  |
| 4.       | Juliet                | 岡本仁志 | 岡本仁志  | 3:52  |
| 5.       | Growing of my heart   | 大野愛果 | 葉山武    | 4:24  |
| 6.       | 好想見你...（）       | 德永曉人 | 德永曉人  | 4:31  |
| 7.       | Holograms（）         | 德永曉人 | 德永曉人  | 4:08  |
| 8.       | State of Mind         | 大野愛果 | 葉山武    | 4:29  |
| 9.       | 現在 與你在此（）     | 綿貫正顯 | Day Track | 4:25  |
| 10.      | Cherish the Day       | 吳地正樹 | 大賀好修  | 4:05  |
| 11.      | Voice of Safest Place | 大野愛果 |           | 4:59  |
| 总时长： | 总时长：              | 总时长： | 总时长：  | 47:49 |

| DVD  | DVD                      |
| 曲序 | 曲目                     |
| ---- | ------------------------ |
| 1.   | Diamond Wave（音樂影片） |
| 2.   | Diamond Wave（製作花絮） |

## 製作名單
資料來自《DIAMOND WAVE》專輯內頁。
- 倉木麻衣 – 和聲（曲目1－5、7－10）、全聲樂、聲樂編排（曲目11）
- 德永曉人 – 和聲（曲目1、3）、編曲、編程、全伴奏（曲目1、3、6、7）
- Day Track – 編曲（曲目2、9）
- 大野愛果 – 和聲（曲目5）
- 井上慎平 – 結他（曲目2、9）
- 岡本仁志 – 編曲、編程、全伴奏（曲目4）
- 葉山武 – 編曲、編程、全伴奏（曲目5、8）
- Sync. Co. Kai's – 和聲（曲目7）
- 佩里·蓋爾（日语：Perry Geyer） – 附加編程（曲目8）
- 大賀好修 – 編曲、編程、全伴奏（曲目10）

## 商業搭配
| 曲序 | 歌曲名稱                | 搭配項目                                             | 來源   |
| ---- | ----------------------- | ---------------------------------------------------- | ------ |
| M-1  | 〈Diamond Wave〉        | 日本電視台節目《SPORTS URUGUSU》主題曲               | [ 39 ] |
| M-1  | 〈Diamond Wave〉        | 千葉電視台節目《MU-GEN ～Music Generations～》片頭曲 | [ 39 ] |
| M-3  | 〈Best Of Hero〉        | TBS電視台連續劇《格鬥教師》主題曲                    | [ 40 ] |
| M-3  | 〈Best Of Hero〉        | 「dwango. jp」電視廣告曲                             | [ 40 ] |
| M-5  | 〈Growing of my heart〉 | 讀賣電視台・日本電視台動畫《名偵探柯南》片頭曲       | [ 41 ] |
| M-6  | 〈好想見你...〉         | 電影《大阪哈姆雷特》主題曲                           | [ 42 ] |
| M-8  | 〈State of Mind〉       | 東京電視台《JAPAN COUNTDOWN》片頭曲                  | [ 10 ] |

## 榜單與認證
| 榜單（2006年）             | 最高 位置 |
| -------------------------- | --------- |
| 日本專輯榜日榜單（Oricon） | 2         |
| 日本專輯榜週榜單（Oricon） | 3         |
| 日本專輯榜月榜單（Oricon） | 8         |
| 日本專輯榜年榜單（Oricon） | 101       |

| 地區                                  | 认证 | 认证单位/销量 |
| ------------------------------------- | ---- | ------------- |
| 日本（日本唱片協會）                  | 金   | 100,000^      |
| *僅含認證的實際銷量 ^僅含認證的出貨量 |      |               |

## 資料來源
1. 1 2 3 4 5 6  . Barks.   [2021-02-04]. （原始内容存档于2021-02-07） （日语）.
2. ↑  . Livedoor. 2005-11-04  [2021-02-04]. （原始内容存档于2016-03-04） （日语）.
3. 1 2 3  . Music Freak Magazine.   [2021-02-04]. （原始内容存档于2021-02-07） （日语）.
4. 1 2 3 4 5  平賀哲雄. . hotexpress: 2.   [2021-02-06]. （原始内容存档于2008-01-15） （日语）.
5. 1 2 3 4  . Tower Records.   [2021-02-04]. （原始内容存档于2021-02-07） （日语）.
6. 1 2 3  平賀哲雄. . hotexpress: 1.   [2021-02-06]. （原始内容存档于2007-05-17） （日语）.
7. ↑  . .   [2021-02-05]. （原始内容存档于2020-12-04） （日语）.
8. 1 2 3 4 5 6 7 8 9 10 11  . CD Journal.   [2021-02-04]. （原始内容存档于2021-02-07） （日语）.
9. ↑  . CD Journal.   [2021-02-04]. （原始内容存档于2021-02-07） （日语）.
10. 1 2 3 4 5 6 7  . .   [2021-02-05]. （原始内容存档于2006-09-02） （日语）.
11. ↑  . CD Journal.   [2021-02-04]. （原始内容存档于2021-02-07） （日语）.
12. 1 2 3  . excite.   [2021-02-04]. （原始内容存档于2008-03-15） （日语）.
13. 1 2  . CD Journal.   [2021-02-04]. （原始内容存档于2021-02-07） （日语）.
14. ↑  元井庸介. . hotexpress.   [2021-02-06]. （原始内容存档于2007-12-17） （日语）.
15. ↑  . Music Freak Magazine.   [2021-02-04]. （原始内容存档于2021-02-07） （日语）.
16. ↑  . CD Journal.   [2021-02-04]. （原始内容存档于2021-02-07） （日语）.
17. 1 2  . Oricon.   [2021-02-05]. （原始内容存档于2019-03-27） （日语）.
18. 1 2 3  . 年代流行.   [2021-02-05]. （原始内容存档于2016-10-26） （日语）.
19. 1 2  . Oricon.   [2021-02-05]. （原始内容存档于2015-09-24） （日语）.
20. 1 2  . Oricon.   [2021-02-05]. （原始内容存档于2015-09-24） （日语）.
21. 1 2  . .   [2021-02-04]. （原始内容存档于2007-01-14） （日语）.
22. 1 2  . Oricon. 2006-08-07  [2021-02-04]. （原始内容存档于2021-02-07） （日语）.
23. ↑  . Tower Records.   [2021-02-05]. （原始内容存档于2016-06-04） （日语）.
24. 1 2  . Oricon.   [2021-02-04]. （原始内容存档于2006-08-22） （日语）.
25. 1 2 3 4  元井庸介. . hotexpress.   [2021-02-04]. （原始内容存档于2007-05-19） （日语）.
26. 1 2  . Oricon.   [2021-02-04]. （原始内容存档于2006-08-06）.
27. 1 2  . Oricon.   [2021-02-04]. （原始内容存档于2011-07-10）.
28. ↑  . Oricon. 2005-08-24  [2021-01-26]. （原始内容存档于2021-01-28） （日语）.
29. 1 2  . Oricon.   [2021-02-04]. （原始内容存档于2005-08-30）.
30. ↑  . Oricon.   [2021-02-04]. （原始内容存档于2011-07-10）.
31. ↑  . Oricon.   [2021-02-04]. （原始内容存档于2011-07-10）.
32. 1 2  . Oricon.   [2021-02-04]. （原始内容存档于2006-09-02）.
33. 1 2  . Oricon.   [2021-02-04]. （原始内容存档于2011-07-16）.
34. ↑  . Oricon. 2006-07-23  [2021-02-04]. （原始内容存档于2019-04-26）.
35. ↑  . Oricon.   [2021-02-04]. （原始内容存档于2020-10-31）.
36. ↑  . Oricon.   [2021-02-04]. （原始内容存档于2018-10-04）.
37. 1 2  . Recording Industry Association of Japan.   [2021-02-04] （日语）. 在下拉菜单选择“2006年8月”
38. ↑   (專輯內頁). 倉木麻衣. GIZA studio. 2006-08-22.
39. ↑  . CD Journal.   [2021-02-05]. （原始内容存档于2021-02-07） （日语）.
40. ↑  . CD Journal.   [2021-02-05]. （原始内容存档于2021-02-07） （日语）.
41. ↑  . レコチョク.   [2021-02-05]. （原始内容存档于2021-02-07） （日语）.
42. ↑  . レコチョク.   [2021-02-05]. （原始内容存档于2021-02-07） （日语）.